# Prowincja Chiang Mai
Chiang Mai (เชียงใหม่) – jedna z prowincji (changwat) Tajlandii. Sąsiaduje tylko z prowincjami Chiang Rai, Lampang, Lamphun, Tak i Mae Hong Son. Graniczy z Mjanmą. Jest drugą pod względem powierzchni prowincją Tajlandii.